# Aerovagón

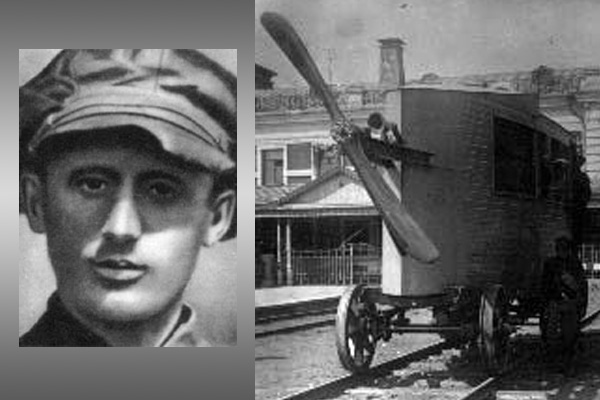
Valerián Abrakovski y su Aerovagón. En la imagen del primitivo aeroautomotor se muestra su hélice propulsora trasera bipala.

El Aerovagón o aeromotovagón (en ruso, Аэроваго́н, аэродрези́на) era un automotor experimental de gran velocidad equipado con un motor de aeronave que impulsaba una hélice propulsora, inventado a comienzos de la década de 1920 por Valerián Abakovski, un ingeniero soviético de Letonia. Alcanzaba velocidades de hasta 140 km/h. El aerovagón estaba originalmente concebido para los viajes de los funcionarios soviéticos.

## Accidente
El 24 de julio de 1921, un grupo de delegados asistentes al Primer Congreso del Profintern, dirigido por Fiodor Serguéiev, tomó el Aerovagón de Moscú hacia las minas de carbón de Tula en un viaje de prueba. Abakovski  también estaba a bordo.  A pesar de que llegaron sin problemas a Tula, en la ruta de regreso a Moscú el Aerovagón descarriló cuando circulaba a gran velocidad cerca de la ciudad de Sérpujov, causando la muerte de 6 de sus 22 ocupantes. Un séptimo pasajero falleció poco después debido a los daños sufridos en el accidente.
Las siete víctimas fueron enterradas en la Necrópolis de la Muralla del Kremlin, después de ser despedidas en la Casa de las Uniones.

## Evolución técnica

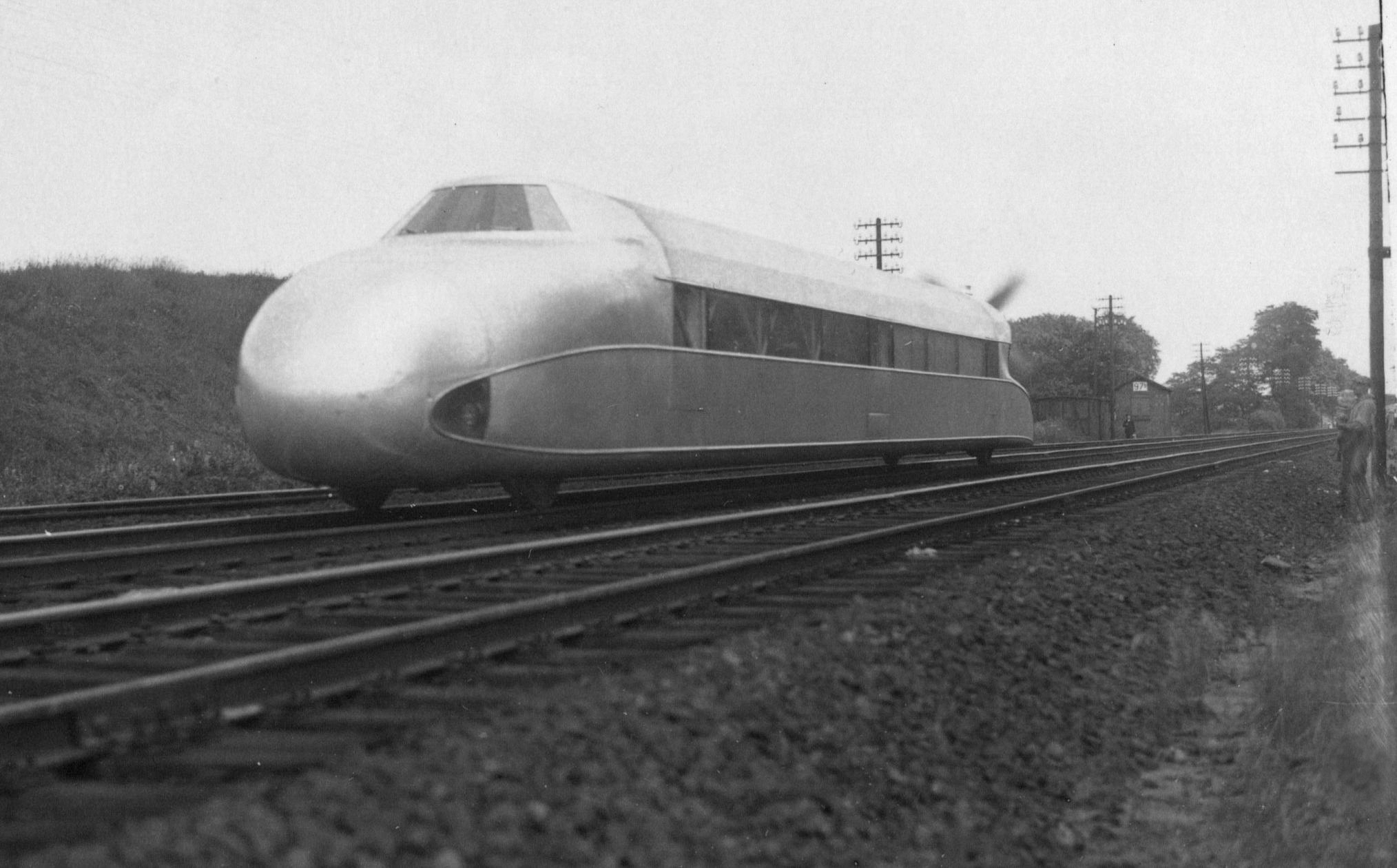
Schienenzeppelin

El primer prototipo de aerovagón fue construido en Alemania en 1917. El modelo de Abrakovski a su vez puede ser considerado como precursor del automotor alemán de los años 1930 Schienenzeppelin (que con un fuselaje de aluminio y hélice de cuatro palas desarrollaba una velocidad de 230 km/h); del estadounidense M-497 Black Beetle y del modelo soviético más tardío de tren turborreactor, todos ellos vehículos experimentales combinación de automotores y de motores de aeronave.
El sistema no prosperó debido a que era demasiado ruidoso, por el peligro que suponían las hélices y por los perjudiciales efectos de las turbulencias del aire sobre el balasto de las vías del ferrocarril.